# Nellie Talbot
Ellen Winnifred "Nellie" Talbot, född 1871, död 31 mars 1959, var en sångförfattare och söndagsskollärare från USA på 1800-talet. Hon finns representerad i Frälsningsarméns sångbok 1990 (FA).

## Sånger
- Gud vill mig ha till ett solsken (FA nr 667) skriven 1915.